# Diễn đàn Âm nhạc Quốc gia

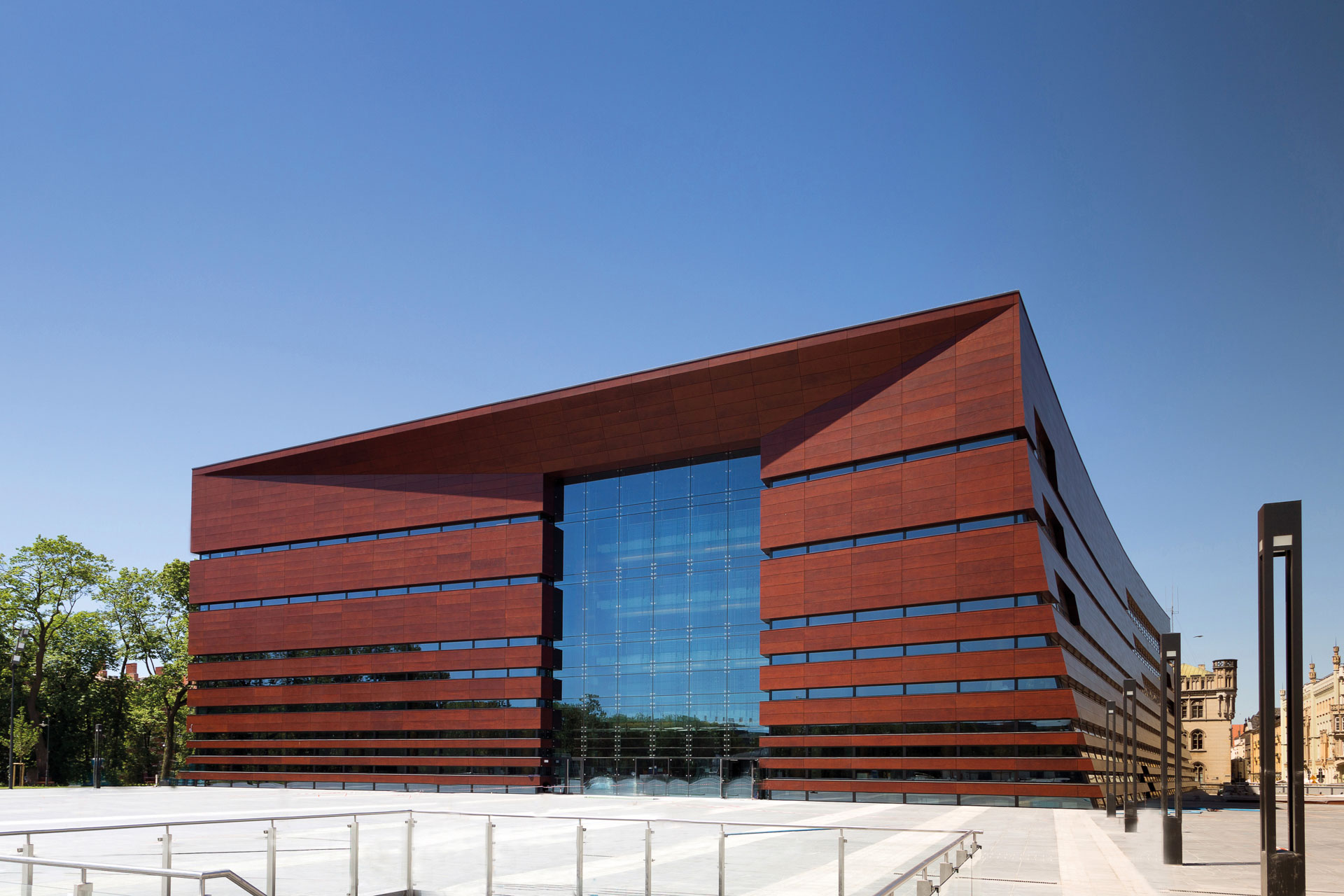
Diễn đàn âm nhạc quốc gia tại Wrocław

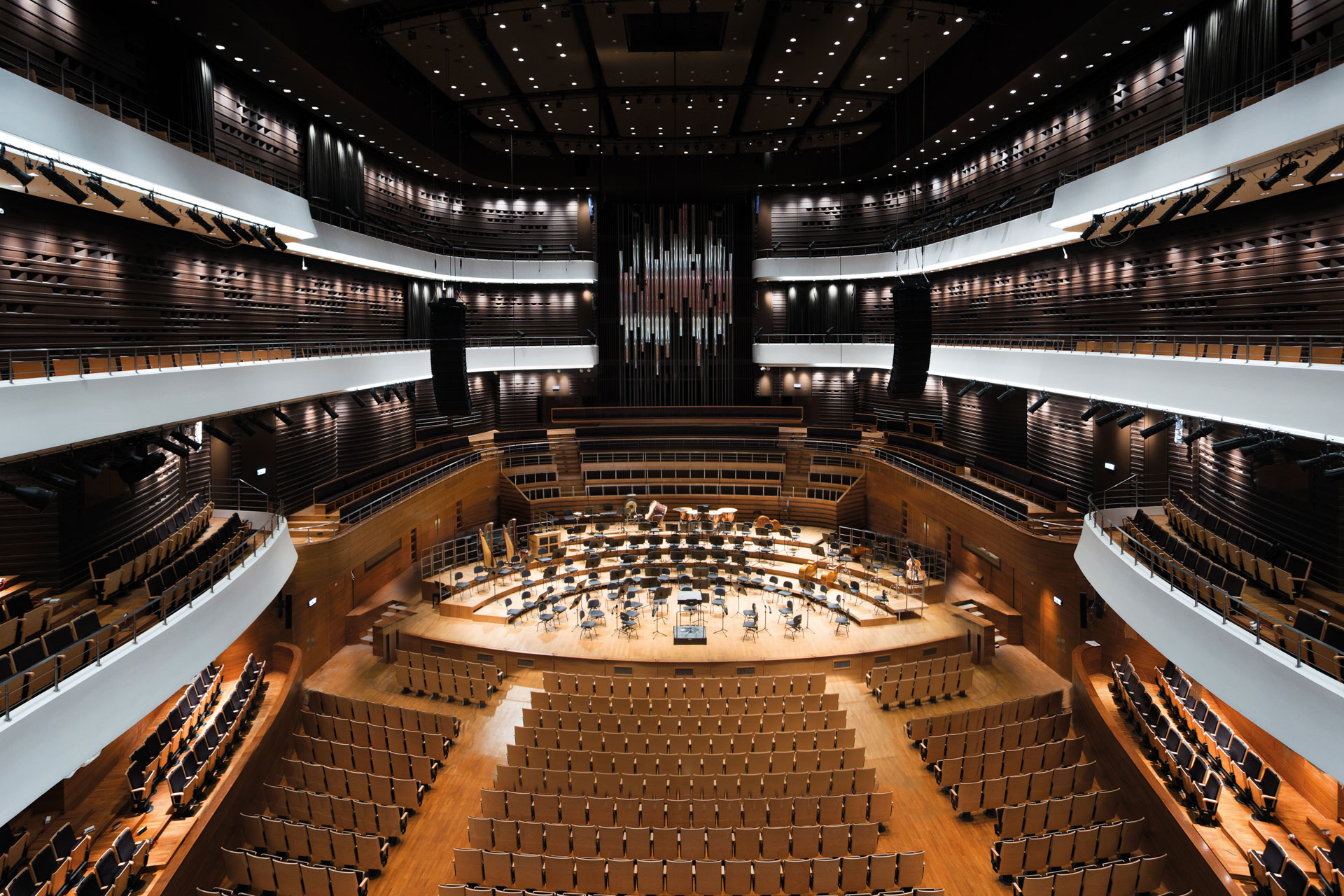
Khán phòng chính

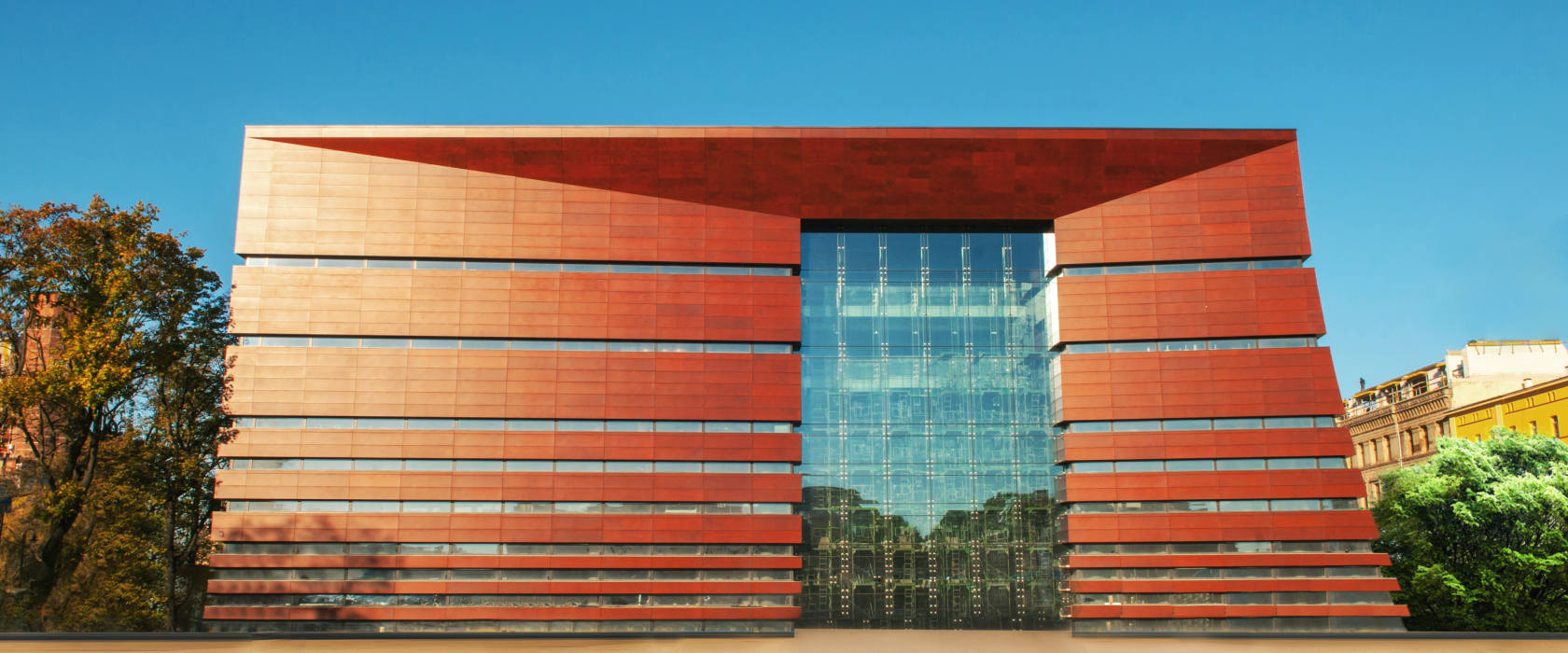
Mặt tiền của tòa nhà

Diễn đàn âm nhạc quốc gia là một địa điểm âm nhạc nằm ở Wrocław, Ba Lan. Nó được hoàn thành vào năm 2015 và có một phòng hòa nhạc lớn với 1800 chỗ ngồi và ba phòng thính phòng (từ 250-450 chỗ) và là nơi tổ chức nhiều lễ hội và festival lớn ở Wrocław. Tòa nhà hậu hiện đại của Diễn đàn âm nhạc quốc gia (NFM) được thiết kế bởi APA Kuryłowicz & Associates. Đây là một trong những địa điểm âm nhạc lớn nhất và hiện đại nhất ở Ba Lan.

## Lịch sử
Việc xây dựng địa điểm bắt đầu vào năm 2009 và hoàn thành vào năm 2015. Nó có diện tích 48.500 mét vuông và nằm ở Quảng trường Tự do ở trung tâm thành phố gần Nhà hát Opera Wrocław lịch sử. Tòa nhà bao gồm sáu tầng trên mặt đất cũng như ba tầng ngầm. Diễn đàn âm nhạc quốc gia Witold Lutosławski là một tổ chức văn hóa có trụ sở chính trong tòa nhà. Nó được tạo ra vào năm 2014 do sự hợp nhất của hai tổ chức khác - Liên hoan âm nhạc quốc tế Wratislavia Cantans và Dàn nhạc giao hưởng Wrocław. Andrzej Kosendiak, giám đốc hiện tại của NFM, là một trong những người khởi xướng chính của dự án để tạo ra địa điểm mới.
NFM tổ chức một loạt các dự án giáo dục cho trẻ em như Học viện hợp xướng (Hát Wrocław, Hát Ba Lan, Hợp xướng thanh niên quốc gia Ba Lan), Hát châu Âu, Dàn nhạc giao hưởng cho gia đình, cũng như cho người lớn, v.v. Dàn hợp xướng của những người yêu âm nhạc. NFM là một trong những tổ chức văn hóa quan trọng chịu trách nhiệm thiết lập chương trình văn hóa của Wrocław với tư cách là một trong những thành phố đồng chủ nhà mang danh hiệu Thủ đô văn hóa châu Âu năm 2016.

## Sự kiện
Hiện nay, Diễn đàn Âm nhạc Quốc gia tổ chức các lễ hội và sự kiện quốc gia và quốc tế sau đây:
- Liên hoan âm nhạc quốc tế Wratislavia Cantans,
- Jazztopad,
- Musica Polonica Nova,
- Musica Electronica Nova,
- Diễn đàn Musicum,
- Lễ hội Sư Tử,
- Lễ hội năm mới
- Lễ hội âm nhạc sớm.

## Dàn nhạc
Địa điểm là nơi có các dàn nhạc và ban nhạc như:
- Wrocław Philharmonic,
- Dàn nhạc NFM Leopoldinum,
- Dàn nhạc Baroque Wrocław,
- Dàn hợp xướng NFM,
- Dàn hợp xướng của nam sinh
- Bộ tứ Lutosławski,
- Bộ tứ LutosAir,
- Tập hợp NFM,
- Bộ tứ Cello Ba Lan,
- Bộ ba NFM Smyczkowe Leopoldinum,
- Wrocław Baroque
- Artrio,
- Bộ tứ Pakamera,
- Dàn nhạc Salon NFM.